# 부산종합운동장 보조경기장
부산종합운동장 보조경기장(釜山綜合運動場補助競技場, Busan Sports Complex Auxiliary Stadium)은 대한민국 부산광역시에 있는 스포츠 시설이다. 천연잔디 필드와 우레탄 트랙이 갖춰진 다목적 경기장으로, 부산종합운동장 내에 조성되어 있다. 2023년에 부산 아이파크 FC 퓨처스의 홈 경기장으로 사용되었다.

## 참고 문헌
- “부산아시아드주경기장”. 부산광역시체육시설관리사업소.
- 〈부산아시아드주경기장〉. 《한국향토문화전자대전》. 한국학중앙연구원.[깨진 링크(과거 내용 찾기)]
- 〈부산아시아드주경기장〉. 《두피디아》. 두산.
- 《전국 공공체육 시설 현황 (2017년말 기준)》. 대한민국 문화체육관광부. 2019.
- 《2019년 전국 공공체육시설 현황 (2018년말 기준)》. 대한민국 문화체육관광부. 2020.
- 《2020년 전국 공공체육시설 현황 (2019년말 기준)》. 대한민국 문화체육관광부. 2021.
- 《2022년 전국 공공체육시설 현황 (2021년말 기준)》. 대한민국 문화체육관광부. 2023.
- 《2023 전국 공공체육시설 현황 (2022년 12월말 기준)》. 대한민국 문화체육관광부. 2024.

## 같이 보기
- 부산종합운동장
- 부산아시아드주경기장